# Unió de Comunistes Burkinabesos
La Unió de Comunistes Burkinesos (en Francès: Union des Communistes Burkinabè) va ser un partit comunista de Burkina Faso. La UCB va ser fundada l'agost del 1984 pel Grup per la Unitat dels Marxista-Leninistes (Groupe pour l'Unité des Marxistes-Léninistes, GUML, fundat el 1983), el Grup Marxista-Leninista (Groupe Marxiste-Léniniste, fundat el 1979 com a escissió del PCRV) i un altre grup.
El 1986 va signar una crida de quatre organitzacions per la unitat i suport revolucionaris al govern revolucionari de Thomas Sankara.
El 1987 Sankara va provar de marginar la UCB. Aquest va ser un dels factors que van provocar el cop d'estat, mentre la UCB era propera al colpista Blaise Compaoré. Junts amb petits grups la UCB va fundar l'Organització per la Democràcia Popular - Moviment del Treball el 1989.